# کنوود
کنوود (به انگلیسی: Kenwood) شرکت الکترونیکی ژاپنی (به ژاپنی: 株式会社ケンウッド) است که دفتر مرکزی آن در منطقهٔ هاچی‌اوجی شهر توکیو ژاپن قرار دارد.
شرکت کنوود تولیدکنندهٔ انواع رادیوی آماتور، تلویزیون، کولر و  دستگاه‌های های-فای و بسیاری از تجهیزات صوتی است.

## ادغام
در سال ۲۰۰۸، این شرکت با جی وی سی ادغام و شرکت جی وی سی کنوود کورپوریشن تأسیس شد.

## پیشرفت دوره‌ای کنوود
۱۹۴۷: در این سال «کنث وود» یک شرکت ایجاد کرد، شرکت کنوود در گاراژی در جنوب لندن شروع به کار کرد. از آن زمان، بخش طراحی محصول و مرکز عملیات شرکت در انگلستان است. اولین محصول ارائه شده کنوود  محصولی به نام A100 (همان سال اول فعالیت خود را با اختراع کنت مینارد با یک توستر که توانایی هوشمند بیرون انداختن نان تست) بود.
۱۹۵۰: در این سال شرکت کنوود یک «سرآشپز کنوود» اختراع کرد. این اختراع در واقع یک دستیار آشپز بود که با سیستمی غیرمعمول تجهیز شده بود: سه خروجی، که هرکدام سرعت قدرتی متفاوتی داشتند و قابلیت تهیه بی‌نهایت دستور پخت غذا در زمان خیلی کم داشتند. کنوود خیلی زود توانست به یک متخصص تهیه غذا تبدیل شود.
۱۹۶۲: کنوود به هاوانت در نزدیکی پورتسموث انگلستان رفت، تا امکانات بیشتری برای تولید تجهیزات آشپزخانه داشته باشد، سرآشپز کنوود حالا به موفقیت‌های جهانی رسیده‌ است.
۱۹۸۹: در یک کارخانه تریکوم در چین سرمایه‌گذاری کرد.
۱۹۹۳: گروه کنوود با خریدن Waymaster در سال بعد توسعه و گسترش پیدا کرد، Waymaster یک کارخانه ایتالیایی محصولات تولیدکننده بخار بود.
۱۹۹۷: شرکت بیش از ۸۰ توزیع‌کننده بین‌المللی دارد. کنث وود در سن ۸۱ سالگی درگذشت.
۲۰۰۱: کنوود جزئی از گروه دلونگی شد که در حال تقویت تولیدات، سرمایه‌گذاری برای محصولات جدید و حتی سرمایه‌گذاری درتجارت بین‌الملل بود.
۲۰۰۹: کنوود ماشین سرآشپز را اختراع کرد. اولین ماشین آشپزی با یک المنت گرماساز القایی که داخل دستگاه کار گذاشته شده بود، و همزمان کار مخلوط کردن و پخت غذا را انجام می‌داد.
۲۰۱۴: کنوود مفهوم Chef (سرآشپز) را با روشی جدید که یک دستگاه آشپزخانه چه کمکی می‌تواند بکند در ارتباط با مشتریان به‌کار می‌گیرد. این رفتار بیشتر با احساس مشتری سروکار دارد. همان‌طور که در اصول برند بیان شده، Kenwood می‌خواهد به‌عنوان رهبر بازار جهانی در آماده‌سازی غذا شناخته شود.

## محصولات کنوود
این شرکت تولیدکنندهٔ لوازم برقی و لوازم خانگی است. برخی از تولیدات این شرکت عبارت‌اند از: ضبط اتومبیل (صوتی و تصویری)، ماشین لباسشویی، یخچال فریزر، ماکروویو، جاروبرقی، غذاساز، مخلوط کن، کولر و ... .